# Suriname International 1998
Die Suriname International 1998 im Badminton fanden vom 12. bis zum 14. November 1998 in Paramaribo statt.

## Sieger und Platzierte
| Disziplin    | Gold                         | Silber                         | Bronze                             |
| ------------ | ---------------------------- | ------------------------------ | ---------------------------------- |
| Herreneinzel | Oscar Brandon                | Roy Paul jr.                   | Bradley Graham                     |
| Herreneinzel | Oscar Brandon                | Roy Paul jr.                   | Mario Carulla                      |
| Dameneinzel  | Denyse Julien                | Charmaine Reid                 | Nigella Saunders                   |
| Dameneinzel  | Denyse Julien                | Charmaine Reid                 | Adrienn Kocsis                     |
| Herrendoppel | Brent Olynyk Iain Sydie      | Mathew Fogarty Dean Schoppe    | Bradley Graham Roy Paul jr.        |
| Herrendoppel | Brent Olynyk Iain Sydie      | Mathew Fogarty Dean Schoppe    | Oscar Brandon Derrick Stjeward     |
| Damendoppel  | Denyse Julien Charmaine Reid | Nathalie Haynes Adrienn Kocsis | Dionne Forde Chalise Jordan        |
| Damendoppel  | Denyse Julien Charmaine Reid | Nathalie Haynes Adrienn Kocsis | Shackerah Cupidon Nigella Saunders |
| Mixed        | Iain Sydie Denyse Julien     | Mario Carulla Adrienn Kocsis   | Roy Paul jr. Nigella Saunders      |
| Mixed        | Iain Sydie Denyse Julien     | Mario Carulla Adrienn Kocsis   | Bradley Graham Shackerah Cupidon   |

## Finalergebnisse
| Disziplin    | Sieger                         | Finalist                         | Ergebnis           |
| ------------ | ------------------------------ | -------------------------------- | ------------------ |
| Herreneinzel | Oscar Brandon                  | Roy Paul jr.                     | 15:13, 12:15, 15:8 |
| Dameneinzel  | Denyse Julien                  | Charmaine Reid                   | 11:9, 11:3         |
| Herrendoppel | Brent Olynyk / Iain Sydie      | Mathew Fogarty / Dean Schoppe    | 15:3, 15:2         |
| Damendoppel  | Denyse Julien / Charmaine Reid | Adrienn Kocsis / Nathalie Haynes | 15:5, 15:4         |
| Mixed        | Iain Sydie / Denyse Julien     | Mario Carulla / Adrienn Kocsis   | 15:1, 15:9         |